# معنى

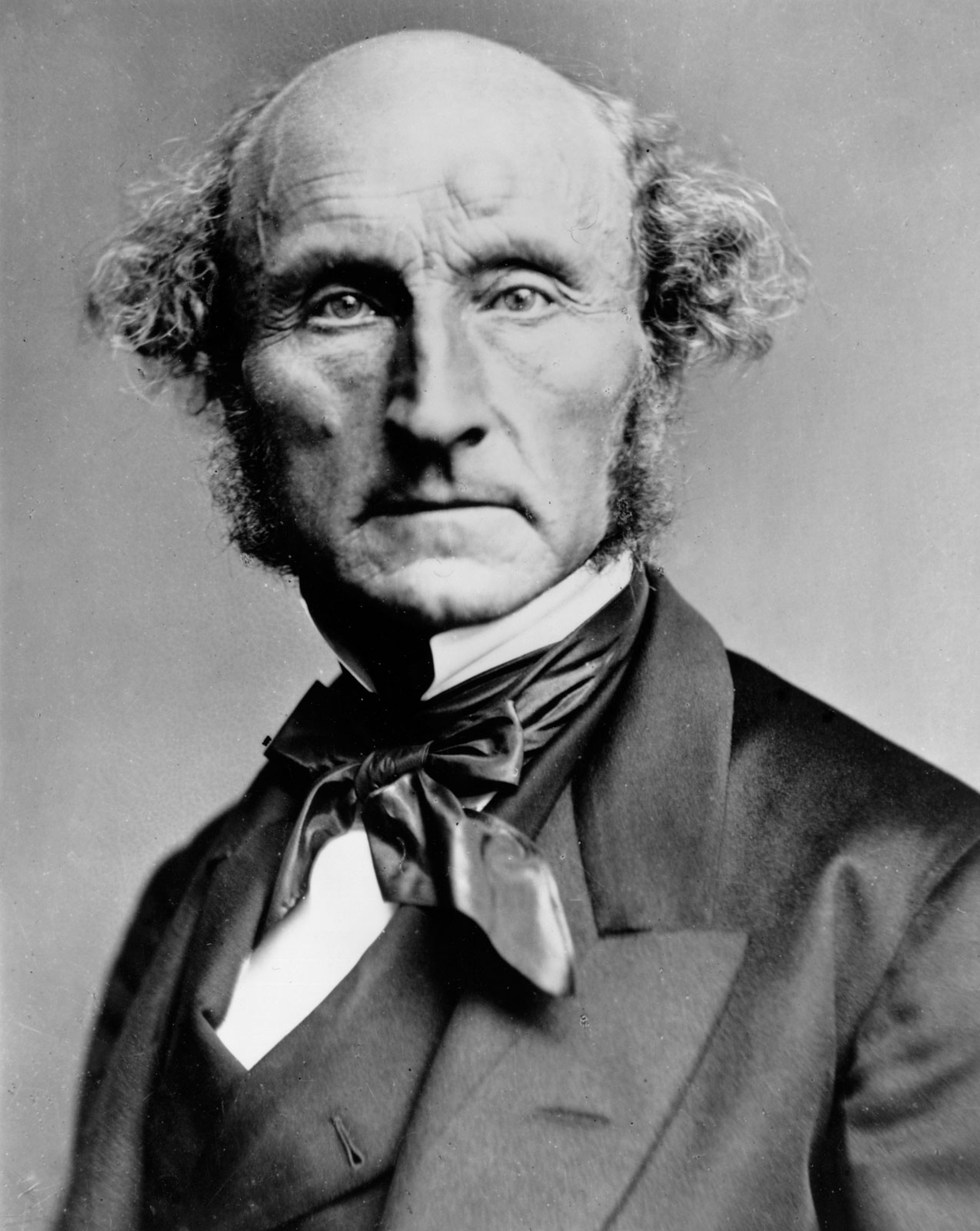

المعنى هو المفهوم المقصود باللفظ وبالشيء عموما. وهو إما مصدر بمعنى المفعول أو مخفف بمعنى اسم مفعول نقل في اصطلاح النحاة إلى ما يقصد بشيء نقل العام إلى الخاص.
وقيل المعنى هو الصورة الذهنية من حيث تقصد من اللفظ وقيل اللفظ إذا وضع بإزاء الشيء فذلك الشيء من حيث يدل عليه اللفظ يُسمى مدلولا ومن حيث يعنى باللفظ يسمى معنى ومن حيث يحصل منه يسمى مفهوما ومن حيث كون الموضوع له اسما يسمى مسمى.